# بیگم جان
بیگم جان خانم شاهزاده قاجار و دختر فتحعلی‌شاه و بدر جهان خانم بود. وی مادر ملک‌جهان خانم (مهد علیا) مادر ناصرالدین‌شاه قاجار بود.

## زندگی‌نامه
او دومین فرزند فتحعلی‌شاه از نظر سنی بود که در حدود سال ۱۱۶۶ خورشیدی (۱۲۰۲ قمری) از بدر جهان خانم، اولین همسر پادشاه، زاده شد.
وی در دربار پدرش رشد یافت و فنون ادب و فضل را از علمای عصر خویش کسب کرد. مشهور است که او به تصوف و عرفان گرایش داشت و از مریدان حاج ملارضا همدانی بود و نیز نقل می کنند که وی همواره طرف مشورت پدرش بود و در سفر و حضر همراه او بود. بیگم مبالغ زیادی از اموال شخصی خود را صرف نشر مذهب تشیع خاصه خرج علما و خطبای عتبات عراق کرد. بیگم جان خانم با محمدقاسم ظهیرالدوله ازدواج کرد و از او صاحب سه فرزند شد:
1. ملک‌جهان خانم مهد علیا (درگذشت ۶ ربیع‌الثانی ۱۲۹۰) همسر محمدشاه قاجار و مادر ناصرالدین شاه و عزت‌الدوله
2. فاطمه (بیگم) خانم (درگذشت ۱۲۸۸ قمری) همسر شاهرخ میرزا پسر حسینعلی میرزا فرمانفرما
3. سلیمان‌خان اعتضادالدوله

## پایان زندگی
او در زمان پادشاهی پدرش فتحعلی‌شاه و پیش از درگذشت پدر (۱۲۱۳ خ، ۱۲۵۰ ق) با سرای زندگانی بدرود گفت.

## دودمان
قاجاریه،قوانلو